# Zespół wodociągu Sylwiusza
Zasugerowano, aby zintegrować ten artykuł z artykułem Wodociąg mózgu. Nie opisano powodu propozycji integracji.
Zespół wodociągu Sylwiusza (ang. the Sylvian aqueduct syndrome) - zespół objawów występujących w wodogłowiu spowodowanym zamknięciem wodociągu ze wzrostem ciśnienia wewnątrzczaszkowego 

## Objawy
- porażenie spojrzenia ku dołowi lub porażenie poziomych ruchów gałek ocznych
- zespół Parinauda - porażenie spojrzenia ku górze, oczopląs konwergencyjno-retrakcyjny, rozszczepienie odruchu źrenic na światło i spojrzenie do bliży